# Сан Рафаеле (Торино)
Сан Рафаеле је насеље у Италији у округу Торино, региону Пијемонт.
Према процени из 2011. у насељу је живело 118 становника. Насеље се налази на надморској висини од 423 м.